# Coendou vestitus
Coendou vestitus — вид гризунів родини голкошерстові (Erethizontidae). 

## Поширення
Мешкає в Колумбії, відомий тільки з двох певних місць у західних передгір'ях східних Анд, знайдений на висоті близько 1300 м над рівнем моря. Ймовірно живе у вологих лісах низьких гір.

## Поведінка
Цей голкошерст веде нічний і деревний спосіб життя. Харчується листям, пагонами і плодами.

## Загрози та охорона
На жаль, руйнування місць проживання є практично повним у цій частині Колумбії, і цілком можливо, що вид був винищений.